# Begonia vincentina
Espèce
Synonymes
- Begonia vincentina var. scopulicola O.E.Schulz[1]

Begonia vincentina est une espèce de plantes de la famille des Begoniaceae.
Elle a été décrite en 1911 par Otto Eugen Schulz (1874-1936).

## Liste des variétés
Selon Tropicos (23 février 2017) (Attention liste brute contenant possiblement des synonymes) :
- variété Begonia vincentina var. scopulicola O.E. Schulz
- variété Begonia vincentina var. vincentina